# حنا عميرة
حنا عفيف حنا عميرة (وُلد في 12 يونيو 1948 في الرملة) هو صحفي وسياسي فلسطيني وأحد أعضاء حزب الشعب الفلسطيني. نشِط في العمل الطلابي ومجالس الطلبة واعتقل وحكم عليه بالسجن لمدة خمس سنوات من عام 1971-1976، وهو عضو في المكتب السياسي للحزب الشيوعي منذ عام 1991. وعضو الوفد الفلسطيني الأردني في مؤتمر مدريد للسلام، والمجلس الوطني الفلسطيني، واللجنة التنفيذية لمنظمة التحرير الفلسطينية بين عامي 2001 و2019. كما كان رئيسًا للجنة الرئاسية العليا لمتابعة شؤون الكنائس في فلسطين حتى عام 2019.
مُنح في 21 مارس 2019 النجمة الكبرى من وسام القدس.